# Hallstattzeitliche Grabhügelgruppe (Nennslingen)
Die Hallstattzeitliche Grabhügelgruppe in Nennslingen (circa 900 Meter westnordwestlich der evangelisch-lutherischen Pfarrkirche), einer Gemeinde im mittelfränkischen Landkreis Weißenburg-Gunzenhausen (Flur Sandberg), ist als Bodendenkmal (Akten Nr. D-5-6932-0134)  unter Denkmalschutz gestellt.
Die Anzahl der Grabhügel und Brandgräber der Hallstattzeit ist unbekannt, da der Betrieb einer Sandgrube bereits zum Verlust einer unbekannten Anzahl von Gräbern führte. Eine Grabung wurde 1950 von M. Frank durchgeführt. 
Gesichert sind zwei Brandgräber, bei denen Steine den Leichenbrand und die Gefäßbeigaben umstellten. Bei zwei weiteren Gräbern handelte es sich um Hügel mit zentraler Steinpackung, Leichenbrand und Gefäßbeigaben. 